# Kornîci, Sambir
Kornîci (în ucraineană Корничі) este localitatea de reședință a comunei Kornîci din raionul Sambir, regiunea Liov, Ucraina.

## Demografie
Componența lingvistică a localității Kornîci
     Ucraineană (100%)
Conform recensământului din 2001, toată populația localității Kornîci era vorbitoare de ucraineană (100%).